# Halothamnus hierochunticus
Halothamnus hierochunticus ist eine Pflanzenart der Gattung Halothamnus aus der Familie der Fuchsschwanzgewächse (Amaranthaceae).

## Merkmale
Halothamnus hierochunticus ist eine 40–50 cm hohe einjährige Pflanze mit blaugrünen Zweigen, die leicht unangenehm nach ranziger Butter riecht. Die halbstielrunden Blätter sind linealisch bis lanzettlich-dreieckig und bis 30 (selten 50) mm lang. Die Blüten stehen in 6–13 mm Abstand an den Zweigen und sind mit 2,8–3,3 mm etwas kürzer als ihr Tragblatt und ihre Vorblätter, ihre Tepalen sind dreieckig. Die Narben sind an der Spitze gestutzt. Die geflügelte Frucht erreicht 10–16 mm Durchmesser, ihre Flügel setzen in der Mitte der Fruchthöhe an. Der Fruchttubus besitzt konkave Seitenwände mit scharf vorspringenden Leisten. An seiner Basis umgibt ein schmaler, vorspringender Wall die sehr großen rundlichen Gruben.
Im unteren Teil der Pflanze entstehen schwerere Früchte mit kurzen Flügeln, im oberen Teil dagegen leichte Früchte mit großen Flügeln (Heterokarpie).

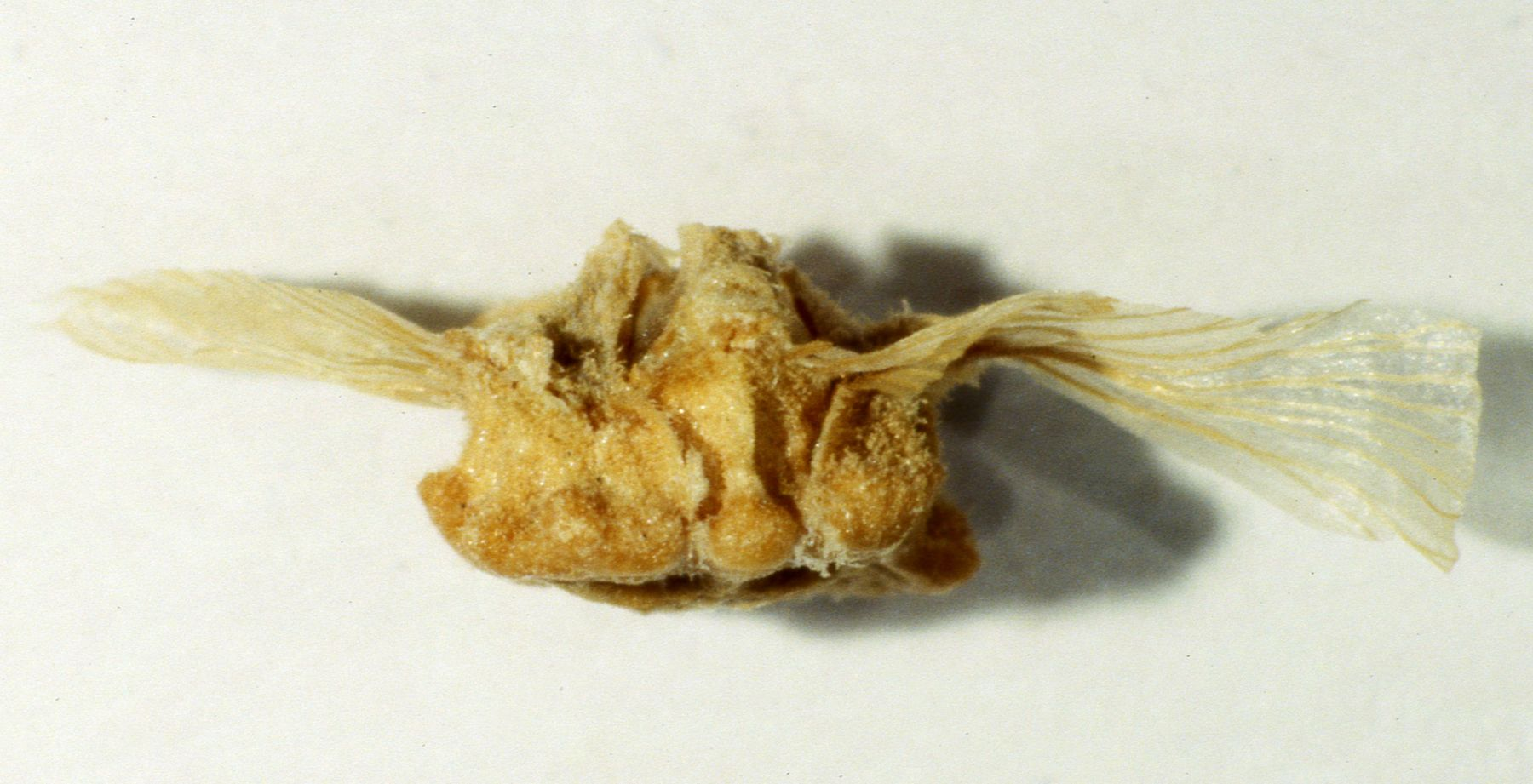
Frucht (Seitenansicht)
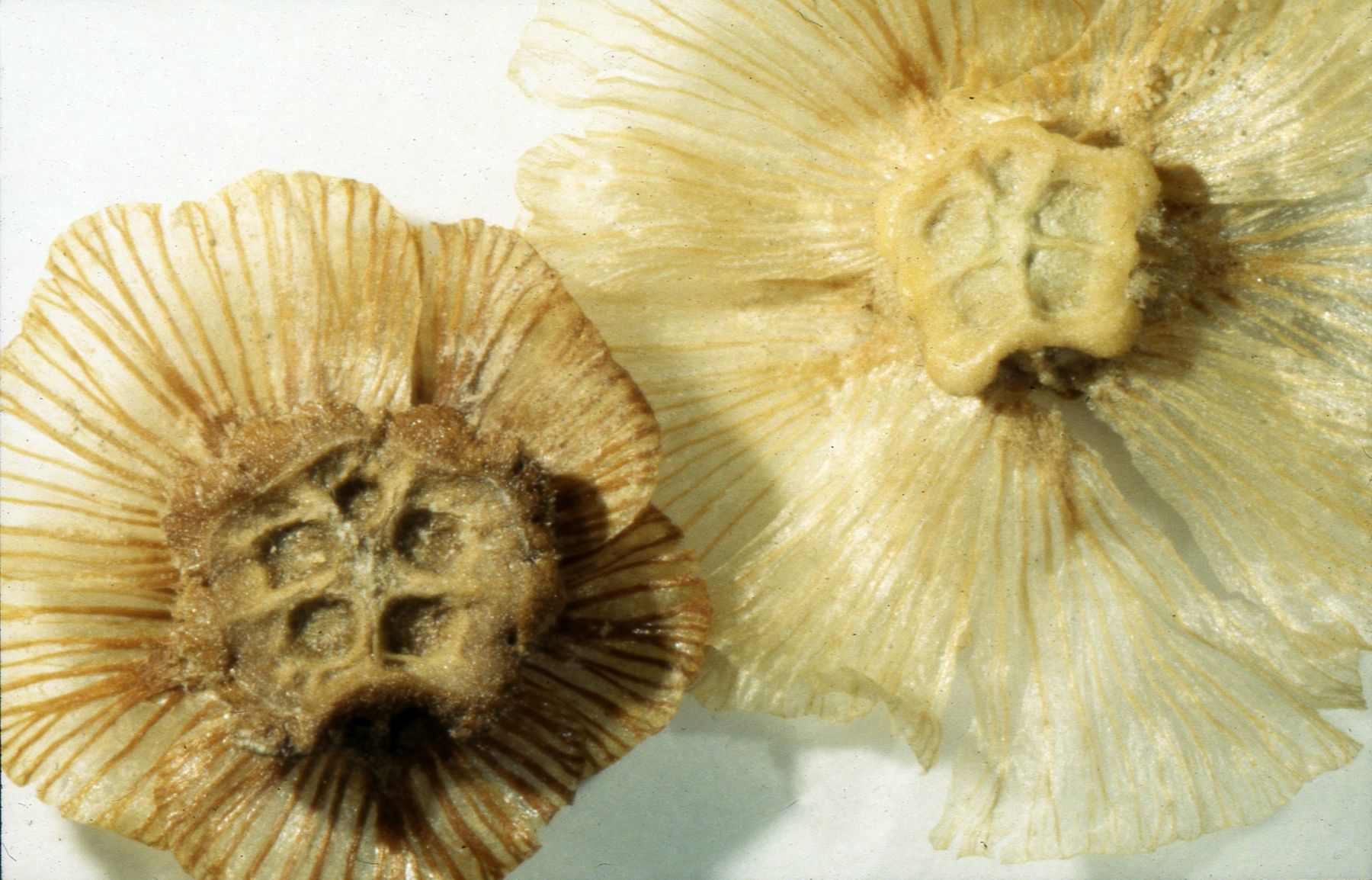
Früchte (Unterseite) vom unteren Teil der Pflanze (links) und vom oberen Teil (rechts)

## Vorkommen
Das Verbreitungsgebiet von Halothamnus hierochunticus zieht sich durch den fruchtbaren Halbmond von Libanon, Syrien, Türkei (Südost-Anatolien), Israel und Palästina über Jordanien und den Irak bis in den westlichen Iran. An einigen isolierten Fundorten im südlichen und nördlichen Iran könnte die Art als Ackerunkraut eingeschleppt worden sein. Sie wächst in Äckern, wo sie stellenweise zum lästigen Unkraut werden kann, sowie an ruderalen Standorten (Wegränder, Ruinen), oft auch auf salzreichen Böden, auf Löss oder Sand, bis ca. 1500 m Meereshöhe.

## Taxonomie
Die Erstbeschreibung von Halothamnus hierochunticus erfolgte 1912 durch Joseph Friedrich Nicolaus Bornmüller als Salsola hierochuntica. In die Gattung Halothamnus wurde die Art 1981 durch Wiktor Petrowitsch Botschanzew eingegliedert.
Synonyme von Halothamnus hierochunticus (Bornm.) Botsch. sind Salsola hierochuntica Bornm., Salsola autrani Post var. hierochuntica (Bornm.) Eig, Aellenia hierochuntica (Bornm.) Aellen, Aellenia autrani (Post) Zoh., Aellenia autrani (Post) Zoh. var. hierochuntica (Bornm.) Zoh., nom. inval. - Kein Synonym ist der Name Salsola autrani Post.
hebräisch: אֵלֶנְיָה נָאָה